# Војникова љубав
Војникова љубав је југословенски филм из 1976. године. Режирао га је Светислав Павловић, а сценарио је написао Зага Марјановић.

## Радња
Размажени младић из богате породице, који је кренуо странпутицом живота одлази на одслужење војног рока. У војсци, где влада ред и дисциплина сукоби су за њега били неизбежни. Али то је и свет другарства и поштовања људске личности. Младић открива нове вредности, мења се. Из Армије ће изаћи као нови човек.

## Улоге
| Глумац                 | Улога                     |
| ---------------------- | ------------------------- |
| Воја Брајовић          | Станко Јовановић          |
| Драгомир Бојанић Гидра | Старији водник Поп        |
| Александар Берчек      | Петар Живковић            |
| Богдан Диклић          | Борко Тумба               |
| Петар Банићевић        | Капетан Анте              |
| Мирјана Николић        | Цаца                      |
| Душан Булајић          | Гојко Јовановић           |
| Радмила Гутеша         | Станкова мајка            |
| Милан Ерак             | Асим Мемишевић            |
| Богољуб Петровић       | Цацин вереник             |
| Миодраг Крстовић       | Кокан                     |
| Предраг Милинковић     | Кондуктер/Фотограф (глас) |
| Љубомир Ћипранић       | Петров отац               |
| Љиљана Тица            | Ивана                     |
| Веселин Стијовић       | Војник                    |
| Весна Димић            |                           |
| Слава Радановић        |                           |
| Винко Хрга             |                           |
| Теодор Дојчиновић      |                           |